# Kazimierz Badziak
Kazimierz Badziak (ur. 1946) – polski historyk, profesor nauk humanistycznych, związany z Instytutem Historii Uniwersytetu Łódzkiego.

## Życiorys
Ukończył studia historyczne na Uniwersytecie Łódzkim w 1969 r. Doktorat obronił w 1977, a habilitację w 1991. Tytuł naukowy profesora uzyskał w 2004. Specjalizuje się w historii najnowszej Polski. Pełnił funkcję kierownika Katedry Historii Polski Najnowszej w Instytucie Historii Uniwersytetu Łódzkiego.
W 2008 otrzymał Odznakę „Za zasługi dla miasta Łodzi”.

## Ważniejsze publikacje
- Przemysł włókienniczy Królestwa Polskiego w latach 1900–1918 (1979)
- Wyzwolenie Ziemi Łódzkiej: styczeń 1945 (wraz z Włodzimierzem Kozłowskim, 1980)
- Szklana Hortensja: dzieje huty w Piotrkowie Trybunalskim (wraz z Wiesławem Pusiem i Stefanem Pytlasem, 1982)
- Rewolucja 1905–1907 w Łodzi (wraz z Pawłem Samusiem, 1985)
- Strajki robotników łódzkich w 1905 roku (wraz z Pawłem Samusiem, 1985)
- Łódzkie Zakłady Graficzne 1912–1987: przeszłość i teraźniejszość (wraz z Henrykiem Michalakiem i Markiem Szukalakiem, 1987)
- Grand Hotel w Łodzi: 1888–1988 (wraz z Leszkiem Olejnikiem i Bolesławem Pełką, 1988)
- Kartelizacja przemysłu włókienniczego II Rzeczypospolitej (1991)
- Silbersteinowie: Lichtenfeldowie, Birnbaumowie, Poznańscy, Eigerowie (wraz z Jackiem Strzałkowskim, 1994)
- Akcja „Łom”: polskie działania dywersyjne na Rusi Zakarpackiej w świetle dokumentów Oddziału II Sztabu Głównego WP (wraz z Pawłem Samusiem i Giennadijem Matwiejewem, 1998)
- Żydowskie organizacje społeczne w Łodzi do 1939 r. (wraz z Jackiem Walickim, 2002)
- W oczekiwaniu na przełom: na drodze od odrodzenia do załamania państwa polskiego: listopad 1918 – czerwiec 1920 (2004)